# Прогулка среди могил (роман)
«Прогулка среди могил» (англ. A Walk Among the Tombstones) — роман в жанре криминальный триллер 1992 года, написанный Лоуренсом Блоком. Это его десятый роман о Мэттью Скаддере — бывшем полицейском и частном детективе.
Роман получил экранизацию, премьера которого в США состоялась 19 сентября 2014.